# Золотухин, Дмитрий Львович
Дми́трий Льво́вич Золоту́хин (род. 7 августа 1958, Москва) — советский и российский актёр театра и кино, кинорежиссёр, сценарист и продюсер. Заслуженный артист Российской Федерации (2000). Лауреат Государственной премии РСФСР имени братьев Васильевых (1985). Сын актёра Льва Золотухина.

## Биография
Родился в семье актёра Льва Золотухина.
В 1979 году окончил Школу-студию МХАТ (курс Виктора Монюкова).
В 1979—1982 годах — актёр МХАТ им. М. Горького.
Работу в кино начал в 1980 году исполнением роли молодого Петра I в дилогии Сергея Герасимова «Юность Петра» и «В начале славных дел», за что по опросу читателей журнала «Советский экран» был признан лучшим актёром 1981 года. После успеха этих лент создал тот же образ в телевизионном сериале режиссёра Ильи Гурина «Россия молодая».
В 1982 году сыграл главную роль в фильме «Василий Буслаев». В 1984 году исполнил роль чеченского большевика героя Гражданской войны на Северном Кавказе Асланбека Шерипова в фильме «Приходи свободным».
В 1987 году окончил режиссёрский факультет ВГИКа (мастерская Сергея Герасимова и Тамары Макаровой) и дебютировал в качестве режиссёра, сняв криминально-психологическую драму «Христиане» по рассказу Леонида Андреева.
В 1994 году по собственному сценарию поставил фильм «Зона Любэ», выступив также в качестве продюсера картины. Фильм был номинирован на премию кинофестиваля «Кинотавр» в категории «Лучший полнометражный фильм», получил приз второго международного кинофорума молодых кинематографистов в Суздале «За новые находки в области кино», а также был показан на кинофестивале «Крымская киноривьера 1996».
Работает в сфере цифрового ТВ, продюсирует программы для мобильного и IPTV.

## Фильмография

### Актёрские работы
- 1980 — Юность Петра — Пётр I
- 1980 — В начале славных дел — Пётр I
- 1981 — Россия молодая — Пётр I
- 1982 — Василий Буслаев — Василий Буслаев
- 1983 — Комета — Николай Богданов
- 1984 — Приходи свободным — Асланбек Шерипов
- 1985 — Знай наших! — Иван Поддубный
- 1986 — Лермонтов — Дмитрий Алексеевич Столыпин
- 1986 — Юность Бемби — Зубр
- 1987 — Очи чёрные — Константин Степанович, ветеринар
- 1987 — Сильнее всех иных велений — Юрий Николаевич Голицын
- 2016 — Экипаж — Петрицкий, наглый VIP-пассажир, совладелец авиакомпании
- 2018 — Несокрушимый — Соболь

### Режиссёрские работы и сценарии
- 1987 — Христиане — режиссёр
- 1994 — Зона Любэ — режиссёр и сценарист

## Награды и звания
- Государственная премия РСФСР имени братьев Васильевых (1985) — за исполнение роли Петра I в телесериале «Россия молодая» (1981, 1982)
- Приз второго международного кинофорума молодых кинематографистов в Суздале (1995) — за новые находки в области кино[8]
- Номинация на премию кинофестиваля «Кинотавр» (1995) в категории «Лучший полнометражный фильм» — за фильм «Зона Любэ»
- Заслуженный артист Российской Федерации (27 октября 2000) — за заслуги в области искусства[3]